# مورگان بلخیتر
مورگان بلخیتر (زادهٔ ۲۳ نوامبر ۱۹۹۵) بازیکن فوتبال اهل الجزایر است.
از باشگاه‌هایی که در آن بازی کرده‌است می‌توان به باشگاه فوتبال المپیک مارسی اشاره کرد.
وی همچنین در تیم ملی فوتبال الجزایر بازی کرده‌است.